# Liste der Gebirgsgruppen in den Ostalpen (nach AVE)
Die Liste der Gebirgsgruppen in den Ostalpen führt alle 75 Gebirgsgruppen der Ostalpen auf, die in der Alpenvereinseinteilung der Ostalpen (AVE) von 1984 festgelegt sind.
Die Ostalpen werden darin in vier Teilbereiche unterteilt, denen die einzelnen Gebirgsgruppen zugeteilt werden. Es gibt die Nördlichen, Zentralen, Südlichen und Westlichen Ostalpen. Mit jeweils 27 Gruppen bilden die Nördlichen und Zentralen Ostalpen den größten Teil. 15 Gruppen sind es in den Südlichen Ostalpen und sechs in den Westlichen Ostalpen.
Anteil an den Ostalpen haben die sechs Länder Deutschland, Italien, Liechtenstein, Österreich, Schweiz und Slowenien. Ganz im Osten verläuft die Grenze der AVE noch mit einem sehr kleinen Anteil durch Ungarn. Mit 57 Gruppen hat Österreich den größten Anteil. Gefolgt wird es von Italien mit 25 und der Schweiz mit zehn. In Deutschland liegen sieben Gebirgsgruppen und in Slowenien drei. Liechtenstein und Ungarn haben je an einer Gruppe Anteil.
Einziger Viertausender und somit der höchste Berg der Ostalpen ist der Piz Bernina mit 4049 m. Damit ist die Berninagruppe auch die höchste aller Ostalpengruppen. Es folgen die Ortler-Alpen mit dem Ortler (3905 m) als höchsten Berg Südtirols. Dritthöchste Gruppe ist die Glocknergruppe mit dem höchsten Berg Österreichs: Großglockner (3798 m). Weitere 22 Gruppen erreichen eine Höhe von über 3000 Metern. Einzige Gruppe in den Nördlichen Ostalpen mit einem 3000er sind die Lechtaler Alpen mit der Parseierspitze (3036 m). Über 2000 Meter hoch sind 39 Gruppen. Sieben der Gruppen übersteigen die Höhe von 1000 Metern. Nur eine Gruppe erreicht diese Marke nicht, der Wienerwald. Sein höchster Berg, der Schöpfl, ist nur 893 m hoch.

## Legende
- AVE-Nr.: Gibt die Nummerierung der Gruppe nach AVE an. Nummern mit Kleinbuchstaben sind 1984 unterteilte Gruppen. Mit Kleinbuchstaben versehene Gruppen waren vor 1984 eine Einheit.
- Name: Name der Gebirgsgruppe. Bei Gruppenbezeichnungen, die aus zwei Gebirgsgruppen bestehen und von denen jeweils Einzelartikel in der deutschsprachigen Wikipedia vorhanden sind, werden beide aufgeführt.
- Karte: Soweit verfügbar Gebirgsgruppenkarte oder Lage in den Gesamt-Alpen.
- Lage: Zugehörigkeit zum Teilbereich.
- Land: Länder mit Anteil an der Gebirgsgruppe; dem jeweiligen Flächenanteil nach aufgelistet.
- Höchster Berg: Name des höchsten Berges der Gruppe. Besteht eine Gruppe aus zwei Gebirgsgruppen, so ist auch der höchste Gipfel der zweiten Gebirgsgruppe genannt. Der höhere Berg steht an erster Stelle.
- Höhe: Höhe des höchsten Berges in Meter.
- Bild: Bild des höchsten Berges.

## AVE 1984
Durch Anklicken des Symbols im Tabellenkopf sind die entsprechenden Spalten sortierbar.
| AVE- Nr. | Name                                           | Karte                                  | Lage               | Land                             | Höchster Berg              | Höhe (m)      | Bild                                            |
| -------- | ---------------------------------------------- | -------------------------------------- | ------------------ | -------------------------------- | -------------------------- | ------------- | ----------------------------------------------- |
| 1        | Bregenzerwaldgebirge (⊙)                       | Bregenzerwaldgebirge                   | Nördliche Ostalpen | Österreich                       | Glatthorn                  | 2133 m        | Glatthorn (2133 m)                              |
| 2        | Allgäuer Alpen (⊙)                             | Allgäuer Alpen                         | Nördliche Ostalpen | Deutschland Österreich           | Großer Krottenkopf         | 2657 m        | Großer Krottenkopf (2657 m)                     |
| 3a       | Lechquellengebirge (⊙)                         | Lechquellengebirge                     | Nördliche Ostalpen | Österreich                       | Untere Wildgrubenspitze    | 2753 m        | Große Wildgrubenspitze (2753 m)                 |
| 3b       | Lechtaler Alpen (⊙)                            | Lechtaler Alpen                        | Nördliche Ostalpen | Österreich                       | Parseierspitze             | 3036 m        | Parseierspitze (3036 m)                         |
| 4        | Wettersteingebirge (⊙) und Mieminger Kette (⊙) | Wettersteingebirge und Mieminger Kette | Nördliche Ostalpen | Deutschland Österreich           | Zugspitze Hochplattig      | 2962 m 2768 m | Zugspitze (2962 m)                              |
| 5        | Karwendel (⊙)                                  | Karwendel                              | Nördliche Ostalpen | Deutschland Österreich           | Birkkarspitze              | 2749 m        | Birkkarspitze (2749 m)                          |
| 6        | Brandenberger Alpen (Rofangebirge) (⊙)         | Brandenberger Alpen                    | Nördliche Ostalpen | Deutschland Österreich           | Hochiss                    | 2299 m        | Hochiss (2299 m)                                |
| 7a       | Ammergauer Alpen (⊙)                           | Ammergauer Alpen                       | Nördliche Ostalpen | Deutschland Österreich           | Daniel                     | 2340 m        | Daniel (2340 m)                                 |
| 7b       | Bayerische Voralpen (⊙)                        | Bayerische Voralpen                    | Nördliche Ostalpen | Deutschland Österreich           | Krottenkopf                | 2086 m        | Krottenkopf (2086 m)                            |
| 8        | Kaisergebirge (⊙)                              | Kaisergebirge                          | Nördliche Ostalpen | Österreich                       | Ellmauer Halt              | 2344 m        | Ellmauer Halt (2344 m)                          |
| 9        | Loferer und Leoganger Steinberge (⊙)           | Loferer und Leoganger Steinberge       | Nördliche Ostalpen | Österreich                       | Birnhorn Großes Ochsenhorn | 2634 m 2511 m | Birnhorn (2511 m)                               |
| 10       | Berchtesgadener Alpen (⊙)                      | Berchtesgadener Alpen                  | Nördliche Ostalpen | Deutschland Österreich           | Hochkönig                  | 2941 m        | Hochkönig (2941 m)                              |
| 11       | Chiemgauer Alpen (⊙)                           | Chiemgauer Alpen                       | Nördliche Ostalpen | Deutschland Österreich           | Sonntagshorn               | 1961 m        | Sonntagshorn (1961 m)                           |
| 12       | Salzburger Schieferalpen (⊙)                   | Salzburger Schieferalpen               | Nördliche Ostalpen | Österreich                       | Hundstein                  | 2117 m        | Hundstein (2117 m)                              |
| 13       | Tennengebirge (⊙)                              | Tennengebirge                          | Nördliche Ostalpen | Österreich                       | Raucheck                   | 2430 m        | Tennengebirge, mittig das Raucheck (2430 m)     |
| 14       | Dachsteingebirge (⊙)                           | Dachsteingebirge                       | Nördliche Ostalpen | Österreich                       | Hoher Dachstein            | 2995 m        | Luftaufnahme Hoher Dachstein (2995 m)           |
| 15       | Totes Gebirge (⊙)                              |                                        | Nördliche Ostalpen | Österreich                       | Großer Priel               | 2515 m        | Großer Priel (2515 m)                           |
| 16       | Ennstaler Alpen (⊙)                            |                                        | Nördliche Ostalpen | Österreich                       | Hochtor                    | 2369 m        | Hochtor (2369 m)                                |
| 17a      | Salzkammergut-Berge (⊙)                        |                                        | Nördliche Ostalpen | Österreich                       | Gamsfeld                   | 2027 m        | Gamsfeld (2027 m)                               |
| 17b      | Oberösterreichische Voralpen (⊙)               |                                        | Nördliche Ostalpen | Österreich                       | Hoher Nock                 | 1963 m        | Hoher Nock (1963 m)                             |
| 18       | Hochschwabgruppe (⊙)                           |                                        | Nördliche Ostalpen | Österreich                       | Hochschwab                 | 2277 m        | Hochschwab (2277 m)                             |
| 19       | Mürzsteger Alpen (⊙)                           |                                        | Nördliche Ostalpen | Österreich                       | Hohe Veitsch               | 1981 m        | Hohe Veitsch (1981 m)                           |
| 20       | Rax-Schneeberg-Gruppe (⊙)                      |                                        | Nördliche Ostalpen | Österreich                       | Klosterwappen              | 2076 m        | Schneeberg (2076 m)                             |
| 21       | Ybbstaler Alpen (⊙)                            |                                        | Nördliche Ostalpen | Österreich                       | Hochstadl                  | 1919 m        | Hochstadl (1919 m)                              |
| 22       | Türnitzer Alpen (⊙)                            |                                        | Nördliche Ostalpen | Österreich                       | Großer Sulzberg            | 1400 m        | Großer Sulzberg (1400 m)                        |
| 23       | Gutensteiner Alpen (⊙)                         |                                        | Nördliche Ostalpen | Österreich                       | Reisalpe                   | 1399 m        | Reisalpe (1399 m)                               |
| 24       | Wienerwald (⊙)                                 |                                        | Nördliche Ostalpen | Österreich                       | Schöpfl                    | 0893 m        | Schöpfl (893 m)                                 |
| 25       | Rätikon (⊙)                                    | Rätikon                                | Zentrale Ostalpen  | Schweiz Österreich Liechtenstein | Schesaplana                | 2964 m        | Schesaplana (2964 m)                            |
| 26       | Silvretta (⊙)                                  | Silvretta                              | Zentrale Ostalpen  | Schweiz Österreich               | Piz Linard                 | 3411 m        | Piz Linard (3411 m)                             |
| 27       | Samnaungruppe (⊙)                              | Samnaungruppe                          | Zentrale Ostalpen  | Österreich Schweiz               | Muttler                    | 3294 m        | Muttler (3294 m)                                |
| 28       | Verwall (⊙)                                    | Verwall                                | Zentrale Ostalpen  | Österreich                       | Hoher Riffler              | 3168 m        | Hoher Riffler (3168 m)                          |
| 29       | Sesvennagruppe (⊙)                             | Sesvennagruppe                         | Zentrale Ostalpen  | Schweiz Italien Österreich       | Piz Sesvenna               | 3204 m        | Piz Sesvenna (3204 m)                           |
| 30       | Ötztaler Alpen (⊙)                             | Ötztaler Alpen                         | Zentrale Ostalpen  | Österreich Italien               | Wildspitze                 | 3768 m        | Wildspitze (3768 m)                             |
| 31       | Stubaier Alpen ()                              | Stubaier Alpen                         | Zentrale Ostalpen  | Österreich Italien               | Zuckerhütl                 | 3507 m        | Zuckerhütl (3507 m)                             |
| 32       | Sarntaler Alpen (⊙)                            | Sarntaler Alpen                        | Zentrale Ostalpen  | Italien                          | Hirzer                     | 2781 m        | Hirzer (2781 m, links)                          |
| 33       | Tuxer Alpen (⊙)                                | Tuxer Alpen                            | Zentrale Ostalpen  | Österreich                       | Lizumer Reckner            | 2884 m        | Lizumer Reckner (2884 m)                        |
| 34       | Kitzbüheler Alpen (⊙)                          | Kitzbüheler Alpen                      | Zentrale Ostalpen  | Österreich                       | Kreuzjoch                  | 2558 m        | Kreuzjoch (2558 m)                              |
| 35       | Zillertaler Alpen (⊙)                          | Zillertaler Alpen                      | Zentrale Ostalpen  | Österreich Italien               | Hochfeiler                 | 3510 m        | Hochfeiler (3510 m)                             |
| 36       | Venedigergruppe (⊙)                            | Venedigergruppe                        | Zentrale Ostalpen  | Österreich Italien               | Großvenediger              | 3657 m        | Großvenediger (3657 m)                          |
| 37       | Rieserfernergruppe (⊙)                         | Rieserfernergruppe                     | Zentrale Ostalpen  | Italien Österreich               | Hochgall                   | 3436 m        | Hochgall (3436 m)                               |
| 38       | Villgratner Berge (⊙)                          | Villgratner Berge                      | Zentrale Ostalpen  | Österreich Italien               | Weiße Spitze               | 2962 m        | Weiße Spitze (2962 m, links)                    |
| 39       | Granatspitzgruppe (⊙)                          | Granatspitzgruppe                      | Zentrale Ostalpen  | Österreich                       | Großer Muntanitz           | 3232 m        | Großer Muntanitz (3232 m)                       |
| 40       | Glocknergruppe (⊙)                             | Glocknergruppe                         | Zentrale Ostalpen  | Österreich                       | Großglockner               | 3798 m        | Großglockner (3798 m)                           |
| 41       | Schobergruppe (⊙)                              | Schobergruppe                          | Zentrale Ostalpen  | Österreich                       | Petzeck                    | 3283 m        | Petzeck (3283 m)                                |
| 42       | Goldberggruppe (⊙)                             | Goldberggruppe                         | Zentrale Ostalpen  | Österreich                       | Hocharn                    | 3254 m        | Hocharn (3254 m)                                |
| 43       | Kreuzeckgruppe (⊙)                             | Kreuzeckgruppe                         | Zentrale Ostalpen  | Österreich                       | Mölltaler Polinik          | 2784 m        | Mölltaler Polinik (2784 m)                      |
| 44       | Ankogelgruppe (⊙)                              | Ankogelgruppe                          | Zentrale Ostalpen  | Österreich                       | Hochalmspitze              | 3360 m        | Hochalmspitze (3360 m)                          |
| 45a      | Radstädter Tauern (⊙)                          |                                        | Zentrale Ostalpen  | Österreich                       | Weißeck                    | 2711 m        | Weißeck (2711 m)                                |
| 45b      | Schladminger Tauern (⊙)                        |                                        | Zentrale Ostalpen  | Österreich                       | Hochgolling                | 2862 m        | Hochgolling (2862 m)                            |
| 45c      | Rottenmanner und Wölzer Tauern (⊙)             |                                        | Zentrale Ostalpen  | Österreich                       | Rettlkirchspitze           | 2475 m        | Rettlkirchspitze (2475 m)                       |
| 45d      | Seckauer Tauern (⊙)                            |                                        | Zentrale Ostalpen  | Österreich                       | Geierhaupt                 | 2417 m        | Geierhaupt (2417 m)                             |
| 46a      | Gurktaler Alpen (⊙)                            |                                        | Zentrale Ostalpen  | Österreich                       | Eisenhut                   | 2441 m        | Schwarzsee mit Eisenhut (2441 m) im Hintergrund |
| 46b      | Lavanttaler Alpen (⊙)                          |                                        | Zentrale Ostalpen  | Österreich                       | Zirbitzkogel               | 2396 m        | Zirbitzkogel (2396 m)                           |
| 47       | Randgebirge östlich der Mur (⊙)                |                                        | Zentrale Ostalpen  | Österreich Ungarn                | Stuhleck                   | 1782 m        | Gipfelkreuz auf dem Stuhleck (1782 m)           |
| 48a      | Ortler-Alpen (⊙)                               | Ortler-Alpen                           | Südliche Ostalpen  | Italien Schweiz                  | Ortler                     | 3905 m        | Ortler (3905 m)                                 |
| 48b      | Sobretta-Gavia-Gruppe (⊙)                      | Sobretta-Gavia-Gruppe                  | Südliche Ostalpen  | Italien                          | Monte Sobretta             | 3296 m        | Monte Sobretta (3296 m)                         |
| 48c      | Nonsberggruppe (⊙)                             | Nonsberggruppe                         | Südliche Ostalpen  | Italien                          | Laugenspitze               | 2434 m        | Blick von der Laugenspitze nach Osten           |
| 49       | Adamello-Presanella-Alpen (⊙)                  | Adamello-Presanella-Alpen              | Südliche Ostalpen  | Italien                          | Presanella                 | 3556 m        | Presanella (3556 m)                             |
| 50       | Gardaseeberge (⊙)                              | Gardaseeberge                          | Südliche Ostalpen  | Italien                          | Monte Cadria               | 2254 m        | Monte Cadria vom Ledrosee (2254 m)              |
| 51       | Brentagruppe (⊙)                               | Brentagruppe                           | Südliche Ostalpen  | Italien                          | Cima Brenta                | 3152 m        | Cima Brenta (3152 m)                            |
| 52       | Dolomiten (⊙)                                  | Dolomiten                              | Südliche Ostalpen  | Italien                          | Marmolata                  | 3343 m        | Marmolata (3343 m)                              |
| 53       | Fleimstaler Alpen (⊙)                          | Fleimstaler Alpen                      | Südliche Ostalpen  | Italien                          | Cima d’Asta                | 2847 m        | Cima d’Asta (2847 m)                            |
| 54       | Vizentiner Alpen (⊙)                           | Vizentiner Alpen                       | Südliche Ostalpen  | Italien                          | Cima Dodici                | 2336 m        | Cima Dodici (2336 m)                            |
| 55       | Bis 1984: Belluneser Alpen (1) (⊙)             |                                        |                    |                                  |                            |               |                                                 |
| 56       | Gailtaler Alpen (⊙)                            | Gailtaler Alpen                        | Südliche Ostalpen  | Österreich                       | Große Sandspitze           | 2770 m        | Große Sandspitze (2770 m)                       |
| 57a      | Karnischer Hauptkamm (⊙)                       | Karnischer Hauptkamm                   | Südliche Ostalpen  | Italien Österreich               | Hohe Warte                 | 2780 m        | Hohe Warte (2780 m)                             |
| 57b      | Südliche Karnische Alpen (⊙)                   | Südliche Karnische Alpen               | Südliche Ostalpen  | Italien                          | Cima dei Preti             | 2706 m        | Cima dei Preti (2706 m)                         |
| 58       | Julische Alpen (⊙)                             | Julische Alpen                         | Südliche Ostalpen  | Slowenien Italien                | Triglav                    | 2864 m        | Triglav (2864 m)                                |
| 59       | Karawanken und Bachergebirge (⊙)               | Karawanken und Bachergebirge           | Südliche Ostalpen  | Österreich Slowenien Italien     | Hochstuhl Črni Vrh         | 2237 m 1543 m | Hochstuhl (2237 m)                              |
| 60       | Steiner Alpen (⊙) Karte: Nr.60                 | Steiner Alpen                          | Südliche Ostalpen  | Slowenien Österreich             | Grintovec                  | 2558 m        | Grintovec (2558 m)                              |
| 61       | Außeralpine Gebiete in Österreich (2)          |                                        |                    |                                  |                            |               |                                                 |
| 62       | Außeralpine Gebiete in Deutschland (2)         |                                        |                    |                                  |                            |               |                                                 |
| 63       | Plessur-Alpen (⊙)                              | Plessur-Alpen                          | Westliche Ostalpen | Schweiz                          | Aroser Rothorn             | 2980 m        | Aroser Rothorn (2980 m)                         |
| 64       | Plattagruppe (⊙)                               | Plattagruppe                           | Westliche Ostalpen | Schweiz Italien                  | Piz Platta                 | 3392 m        | Piz Platta (3392 m)                             |
| 65       | Albula-Alpen (⊙)                               | Albula-Alpen                           | Westliche Ostalpen | Schweiz                          | Piz Kesch                  | 3418 m        | Piz Kesch (3418 m)                              |
| 66       | Bernina-Alpen (⊙)                              | Bernina-Alpen                          | Westliche Ostalpen | Italien Schweiz                  | Piz Bernina                | 4049 m        | Piz Bernina (4049 m)                            |
| 67       | Livigno-Alpen (⊙)                              | Livigno-Alpen                          | Westliche Ostalpen | Italien Schweiz                  | Cima de’ Piazzi            | 3439 m        | Cima de’ Piazzi (3439 m)                        |
| 68       | Bergamasker Alpen (⊙)                          | Bergamasker Alpen                      | Westliche Ostalpen | Italien                          | Pizzo di Coca              | 3052 m        | Pizzo di Coca (3052 m)                          |